# Old Dogs
Old Dogs (br: Surpresa em Dobro; pt: 2 Amas de Gravata) é um filme estadunidense de comédia familiar da Disney, dirigido por Walt Becker - o mesmo diretor de Wild Hogs - e estrelado por Robin Williams e John Travolta, com um conjunto de personagens secundários interpretados por Kelly Preston, Lori Loughlin, Matt Dillon, Justin Long, Seth Green, Rita Wilson, Dax Shepard, Luis Guzmán e Bernie Mac. Foi lançado nos cinemas em 25 de novembro de 2009, e em DVD em 9 de março de 2010.
O filme é dedicado a Mac (que morreu em agosto de 2008 e teve seu último papel no filme) e Jett Travolta (filho de John Travolta que morreu em janeiro de 2009). O filme foi criticado por críticos e arrecadou US$ 96,7 milhões em todo o mundo com um orçamento de US$ 35 milhões. Na 30ª cerimônia do Golden Raspberry Awards, Old Dogs foi indicado em quatro categorias: Pior Filme, Pior Ator por John Travolta, Pior Atriz Coadjuvante por Kelly Preston e Pior Diretor por Walt Becker.
O roqueiro canadense Bryan Adams escreveu a música tema do filme You've Been a Friend to Me.

## Enredo
Dan Rayburn (Robin Williams) e Charlie Reed (John Travolta) são melhores amigos e co-proprietários de uma bem-sucedida empresa de marketing esportivo. Sete anos antes, Dan, recentemente divorciado, casou-se com Vicki (Kelly Preston) depois de ser levada por Charlie para umas férias tropicais. O casamento, no entanto, teve vida curta. Sete anos depois, Vicki ressurge para dizer a Dan que o curto matrimônio resultou em algo que ele nunca suspeitou: os gêmeos fraternos Zach (Conner Rayburn) e Emily (Ella Bleu Travolta).
Vicki, enfrentando pena de prisão por seu trabalho como ativista ambiental, pede a Dan para cuidar das crianças enquanto ela cumpre sua pena. Achando que essa pode ser sua chance de voltar com Vicki, Dan concorda, mas apenas se Charlie o ajudar, já que nenhum deles tem experiência em cuidar de crianças, muito menos Dan, que jamais pensou em ser pai. Ao mesmo tempo, os dois devem finalizar um grande acordo de marketing com uma empresa japonesa de Nakamura, algo que sempre sonharam, mas que levará todos os seus talentos para conquistar.
Como o condomínio de Dan não permite filhos, ele tem que ir morar com Charlie. Enquanto isso está acontecendo, Charlie e Dan estão perto de garantir a maior projeto na história de suas carreiras com a empresa japonesa. As tentativas de Charlie e Dan de cuidar das crianças são bem-intencionadas, mas muito equivocadas. Em uma viagem com as crianças para um acampamento noturno, um instrutor de pavio curto (Matt Dillon) fica convencido de que Dan e Charlie são parceiros homossexuais. A viagem termina com um estrondo depois que Dan acidentalmente incendeia uma amada estátua do fundador do campo.
As crianças passam a derramar e substituir os remédios de Charlie e Dan, misturando-os no processo. Dan então deve jogar golfe com os executivos japoneses enquanto experimenta efeitos colaterais extremos e Charlie tenta cortejar Amanda (Lori Loughlin) com o rosto congelado pelas pílulas.
Desesperado para ajudar Dan a se comunicar com as crianças, apesar de sua inexperiência, Charlie recruta seu amigo Jimmy Lunchbox (Bernie Mac), um artista infantil extravagante, famoso em todo o mundo. Jimmy aparece e coloca Dan e Charlie em trajes de bonecos de controle de movimento, para que Charlie possa ajudar Dan a fazer todos os movimentos certos com sua filha enquanto faz uma festa de chá. O processo não funciona, mas Dan fala de coração, conquistando Emily, mas seu discurso deixa Jimmy emocionado. Tudo está ótimo com Vicki quando ela volta para casa depois de ter cumprido pena na prisão. No entanto, os caras selaram seu acordo japonês, enviando o associado júnior Craig (Seth Green) para Tóquio. Quando Craig desaparece depois de chegar lá, Charlie e Dan precisam voar para Tóquio para trabalhar. Dan deve deixar as crianças e Vicki, apesar do desejo dele (e do deles) de ser uma família.
Uma vez em Tóquio, Dan percebe que o que ele realmente quer é ser um bom pai. Ele sai da reunião sem selar o acordo, correndo com Charlie para Vermont para a festa de aniversário das crianças. Eles não conseguem entrar no zoológico de Burlington a tempo e são forçados a entrar com a ajuda de Craig. No entanto, eles acabam erroneamente no recinto dos gorilas. Embora Dan e Charlie escapem, Craig é capturado pelo gorila (que gosta muito dele).
Dan, em seguida, paga um artista de festa de aniversário contratado por Vicki para usar seu jet pack e terno, voa para a cerimônia e ganha seus filhos de volta. Quando o jet pack para de funcionar no ar, ele é levado para uma ambulância em uma maca. Um ano depois, Dan e Vicki estão juntos, Charlie se casa com Amanda e tem um filha, enquanto Craig se torna um novo "tio" para as crianças.

## Elenco
| Ator/Atriz           | Personagem                       |
| -------------------- | -------------------------------- |
| Robin Williams       | Daniel "Dan" Rayburn             |
| John Travolta        | Charlie Reed                     |
| Kelly Preston        | Vicki Greer                      |
| Seth Green           | Craig White                      |
| Lori Loughlin        | Amanda                           |
| Ella Bleu Travolta   | Emily Greer                      |
| Conner Rayburn       | Zachary "Zack" Greer             |
| Sab Shimono          | Sr. Yoshiro Nishamura            |
| Dax Shepard          | Gary (não creditado)             |
| Luis Guzmán          | Nick (não creditado)             |
| Matt Dillon          | Barry Taylor                     |
| Bernie Mac           | Jimmy Lunchbox                   |
| Rita Wilson          | Jenna                            |
| Justin Long          | Adam (não creditado)             |
| Ann-Margret          | Martha                           |
| Laura Allen          | Kelly                            |
| Kevin W. Yamada      | Riku Nishamura                   |
| Amy Sedaris          | Mulher do condomínio             |
| Residente            | Tatuador                         |
| Bradley Steven Perry | Garoto do futebol                |
| Dylan Sprayberry     | Garoto do futebol                |
| DeRay Davis          | Guarda de segurança do Zoológico |

## Produção
Old Dogs foi filmado principalmente em Nova York e Connecticut, mas a cena no apartamento de Dan foi filmada em Hoboken, Nova Jersey; o flashback de Dan foi filmado inteiramente em Miami e a sequência do zoológico foi filmada no zoológico de Santa Ana, em Santa Ana, Califórnia. E embora as filmagens tenham ocorrido inteiramente em 2007, o lançamento do filme foi adiado devido à morte de Bernie Mac em 2008, e adiado novamente devido à morte de Jett Travolta (filho de John Travolta) em janeiro de 2009 e adiado pela terceira vez devido a Robin Williams submetidos a cirurgia de coração aberto, como resultado de um grandesusto de saúde.

## Recepção

### Crítica
No site agregador de críticas Rotten Tomatoes, 5% das 108 avaliações dos críticos são positivas. O consenso diz: "O elenco se esforça, mas Old Dogs é uma tentativa quase sem graça, previsível a comédia física e elevação moral que erra o alvo em ambas as contagens".

### Bilheteria
Em seu primeiro dia, Old Dogs abriu em quinto lugar, com US $ 3,1 milhões.  Foi batido nos resultados de bilheteria do primeiro dia por New Moon, The Blind Side, 2012 e Ninja Assassin. O filme ficou em quarto lugar no segundo dia, com US$ 4,1 milhões, para uma recuperação de US$ 7,2 milhões nos outros dois dias. O filme ficou em quarto lugar no terceiro dia, com bilheteria de US$ 6,8 milhões. No geral, o filme arrecadou US$ 96,753,696 em todo o mundo com um orçamento de US $ 35,000,000.
O filme também foi um sucesso moderado em DVD, ganhando mais de US$ 20,000,000 (20 milhões de dólares) no mercado interno durante seus dois primeiros meses de lançamento.